# Golloborda
Golloborda (albanisch auch Gollobordë sowie Gollobërda resp. Gollobërdë, bulgarisch: Голо Бърдо, mazedonisch: Голо Брдо) ist eine Gebirgsregion im Osten Albaniens. Ein kleiner Teil dieses Landstrichs am Schwarzen Drin gehört zu Nordmazedonien. Die wichtigsten Ortschaften sind Ostren i Madh, Shupenza, Trebishta, Ostren i Vogel und Okshtun i Madh, die alle in der albanischen Gemeinde Bulqiza liegen. Die Bewohner dieser Orte sprechen zum größten Teil mazedonisch.
Golloborda gehört zu den besonders armen Gegenden Albaniens. Seit der Festlegung der albanischen Grenzen (1913 und 1921) ist die Region von ihrem etwas weiter nördlich gelegenen alten städtischen Zentrum Debar abgeschnitten. Während diese mehrheitlich albanisch besiedelte Stadt zu Serbien kam und heute mazedonisch ist, wurden die slawischen Dörfer von Golloborda Albanien zugeschlagen.